# Hugues de Payens
Hugues de Payens (1070?–1136) byl francouzský rytíř pocházející z oblasti Champagne, byl spoluzakladatelem a prvním velmistrem rytířského řádu templářů. Spolu s opatem svatým Bernardem de Clairvaux Hughes sestavil Latinské právo, kodex chování templářů.

## Život

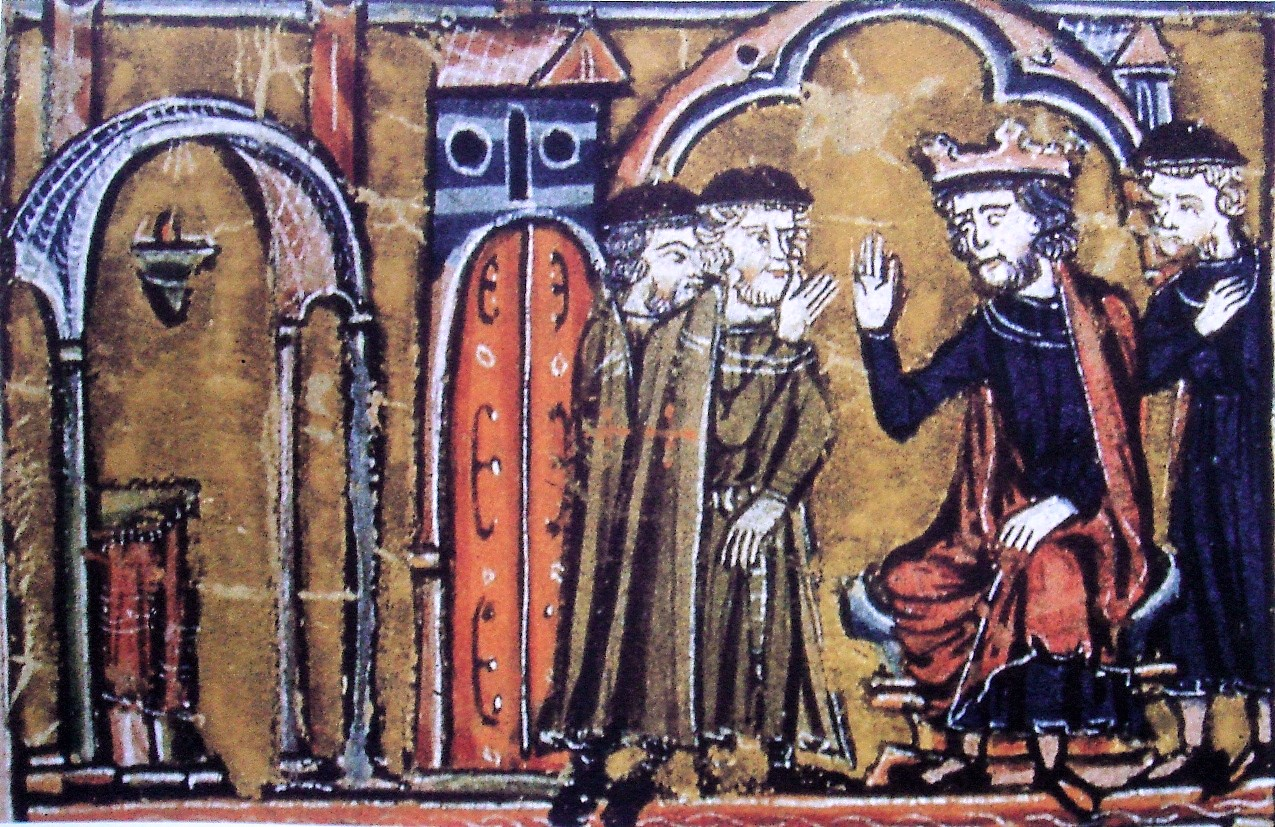
král Balduin II. a Hugues de Payens a Godefroi de Saint-Omer

Hugues se pravděpodobně narodil v Château Payns, asi 10 kilometrů od Troyes v kraji Champagne. Původně byl vazalem hraběte Huga ze Champagne, k jehož družině se připojil, když se hrabě rozhodl vydat na první křížovou výpravu. Je též možné, že Hugues během křížové výpravy sloužil ve vojsku lotrinského vévody Godefroie z Bouillonu. Po dobytí Jeruzaléma křižáky se Hugues vrátil zpět do Francie, nicméně hrabě Hugo ze Champagne se do Jeruzaléma roku 1108 a Hugues de Payens jej doprovázel. Zatímco hrabě Hugo se opět vrátil domů, Hugues již v Jeruzalémě zůstal, kde začal organizovat původní devítičlenné bratrstvo mnichů-rytířů, kteří na výzvu papeže Urbana II. na cestě k Božímu hrobu ochraňovali křesťanské poutníky z Evropy.

Erb Huguese de Payens jako prvního templářského velmistra

Hugues de Payens se se svými osmi rytíři obrátil na krále Jeruzaléma Balduina II., aby formálně utvořil postavení templářských rytířů. kromě Payense templáře tvořili Godefroi de Saint-Omer, Payen de Montdidier, Archambaud de Saint-Agnan, André z Montbardu, Geoffrey Bison, a dva muži, jejich jména se uvádí jen jako Rossal a Gondamer. Poslední rytíř zůstává neznámý. Dva z původních rytířů byli bratři a všichni ostatní rytíři byli nějak, ať již pokrevně či prostřednictvím manželství, vzájemně příbuzní.
Při své návštěvě Anglie a Skotska Hugues de Payens získal pro řád peníze a naverboval nové rytíře. V Londýně vybudoval první templářskou kancelář a poblíž Edinburghu nechal založit další. Hugues de Payens vedl jako velmistr řád téměř dvacet let až do své smrti, přičemž pomáhal z templářů vybudovat důležitou a vlivnou vojenskou i finanční mocnost. Zemřel v Palestině roku 1136 a jeho nástupcem ve funkci velmistra se stal Robert z Craonu.